# 特魯布欽
48°30′50″N 26°18′39″E / 48.51389°N 26.31083°E
特魯布欽（烏克蘭語：Трубчин）是烏克蘭的村落，位於該國西部捷爾諾波爾州，由喬爾特基夫區負責管轄，處於德涅斯特河畔，面積1.27平方公里，海拔高度143米，2001年人口264。